# Вторгнення (фільм, 1980)
«Вторгнення» (рос. «Вторжение») — радянський художній фільм, мелодрама, знята на Одеській кіностудії у 1980 році режисером Вілленом Новаком.

## Сюжет
Друга половина червня 1941 року. Дівчина в білій сукні поспішає на пароплав, упускає валізу. Їй допомагає зібрати речі, що випали, лейтенант-прикордонник, який теж прямує на пристань. Квиткова каса закрита і квитків немає, але він віддає їй свій квиток, ремінь, кашкет і речі, купує на пристані зв'язку солоної риби і проходить на пароплав під виглядом пасажира. Так вони обидва опиняються на пароплаві, вони знайомляться: він прикордонник Павло Глазков, який повертається з відпустки на заставу на західному кордоні, а вона студентка медичного училища Ліза, що повертається в гуртожиток від тітки, яка живе в цьому містечку. Він поступається їй місцем в каюті на ніч, і проводить ніч на палубі, а рано вранці, коли Ліза виходить на палубу, відбувається перший поцілунок, і він тут же пропонує їй стати його дружиною. В цей же день, коли вони приїжджають в місто на Волзі, в якому вчиться Ліза, вони розписуються (в той час одруження і розлучення оформлялися відразу ж після подачі заяви, іспитового строку не було, судового розгляду при розлученні теж не існувало). Ліза приводить Павла в гуртожиток і знайомить зі своїми подругами. Вони проводять три дні разом і взаємне почуття стає все сильніше. Павло збирається виїхати 21 червня, тому що вранці 22 червня він повинен бути на заставі, але квитків до Москви на цей вечір немає, і комендант на вокзалі пропонує йому їхати вранці прямим поїздом до Львова. Павло не говорить напередодні Лізі про те, що йому доведеться поїхати вранці, а не ввечері, щоб її не засмучувати, і вранці, поки він спить, вона відправляється на ринок, не знаючи, що до поїзда залишилася лише кілька годин. Подруга Лізи знаходить її на ринку тоді, коли поїзд уже йде. Павла проводжають дві інші подруги Лізи. Вночі 22 червня Ліза в сльозах пише йому листа, не знаючи, що вже почалася війна. Фінальна сцена фільму — спляче мирне місто на світанку.

## У ролях
- Наталія Вавилова —  Ліза
- Віктор Фокін —  Павло Іванович Глазков
- Світлана Немоляєва —  Ніна Василівна Оссовська, знаменита співачка на гастролях
- Наталія Хорохоріна —  Шура, подруга Лізи
- Марина Трошина —  Тамара, подруга Лізи
- Раушан Телегенова —  Венера
- Віктор Бутов —  Коля
- Геннадій Коротков —  Кулинич
- Євген Іваничев —  Васильчиков
- Андрій Давидов —  Гордєєв
- Дмитро Орловський —  Опанас Трохимович
- Світлана Коновалова —  дружина Афанасія Трохимовича
- Леонід Яновський —  комендант
- Семен Крупник —  фотограф
- Віра Кулакова —  доглядач краєзнавчого музею

## Знімальна група
- Режисер — Віллен Новак
- Сценарист — Станіслав Говорухін
- Оператор — Віктор Крутін
- Композитор — Валерій Зубков
- Художник — Валентин Гідулянов